# Shankar Mahadevan
Shankar Mahadevan (Mumbai, 3 marzo 1967) è un compositore indiano.
Dal 1997 fa parte del trio Shankar-Ehsaan-Loy insieme a Ehsaan Noorani e Loy Mendonsa. È anche attivo come cantante in playback nei film.

## Filmografia
- Rockford (1999)
- Bhopal Express (1999)
- Shool (1999)
- Dillagi (1999)
- Mission Kashmir (2000)
- Aalavandhan (2001) (Tamil)
- Dil Chahta Hai (2001)
- Yeh Kya Ho Raha Hai? (2002)
- Ek Aur Ek Gyarah (2003)
- Armaan (2003)
- Nayee Padosan (2003)
- Kuch Naa Kaho (2003)
- Kal Ho Naa Ho (2003)
- Rudraksh (2004)
- Kyun! Ho Gaya Na... (2004)
- Lakshya (2004)
- Phir Milenge (2004)
- Vanity Fair (2004)
- Bunty Aur Babli (2005)
- Dil Jo Bhi Kahey... (2005)
- Dus (2005)
- Kabhi Alvida Naa Kehna (2006)
- Don: The Chase Begins Again (2006)
- Salaam-e-Ishq: A Tribute to Love (2007)
- Marigold: An Adventure in India (2007)
- Heyy Babyy (2007)
- Jhoom Barabar Jhoom (2007)
- Johnny Gaddaar (2007)
- Taare Zameen Par (2007)
- High School Musical 2 soundtrack (Hindi version)
- Rock On!! (2008)
- Thoda Pyaar Thoda Magic (2008)
- Madambi (Malayalam) (2008)
- Chandni Chowk to China (2009)
- Yavarum Nalam (Tamil) (2009)
- Shortkut (2009)
- Luck by Chance (2009)
- Sikandar (2009)
- 13B (2009)
- Konchem Ishtam Konchem Kashtam (Telugu) (2009)
- Wake Up Sid (2009)
- London Dreams (2009)
- My Name Is Khan (2010)
- Kismat Talkies (2010)
- Karthik Calling Karthik (2010)
- Hum Tum Aur Ghost (2010)
- Housefull (2010)
- Tere Bin Laden (2010)
- Koochie Koochie Hota Hai (2011)
- Patiala House (2011)
- De Ghuma Ke (World Cup 2011)
- Game (2011)
- Zindagi Na Milegi Dobara (2011)
- Don 2 (2011)
- Chittagong (2012)
- Vishwaroopam (2013)
- Bhaag Milkha Bhaag (2013)
- D - Day (2013)
- One By Two (2014)
- Darr @ the Mall (2014)
- 2 States (2014)
- Kill Dil (2014)
- Mitwaa (2015) Marathi
- Katyar Kaljat Ghusali (2015) Marathi
- Than Than Gopal (2015) Marathi